# کرکشه
کرکشه یک روستا در ایران و استان اردبیل است که در دهستان شعبان، از توابع بخش مرکزی شهرستان مشگین‌شهر واقع شده‌است.

## جمعیت
بر اساس نتایج سرشماری سال ۱۳۸۵، کرکشه ۶۶ نفر در قالب ۱۴ خانوار جمعیت داشت. 
در سرشماری سال ۱۳۹۵، ۳۰ خانوار در این روستا وجود دارد که از مجموع جمعیتِ ۸۵ نفری آن، ۴۶ نفر مرد و ۳۹ نفر زن هستند .